# Софийская синагога

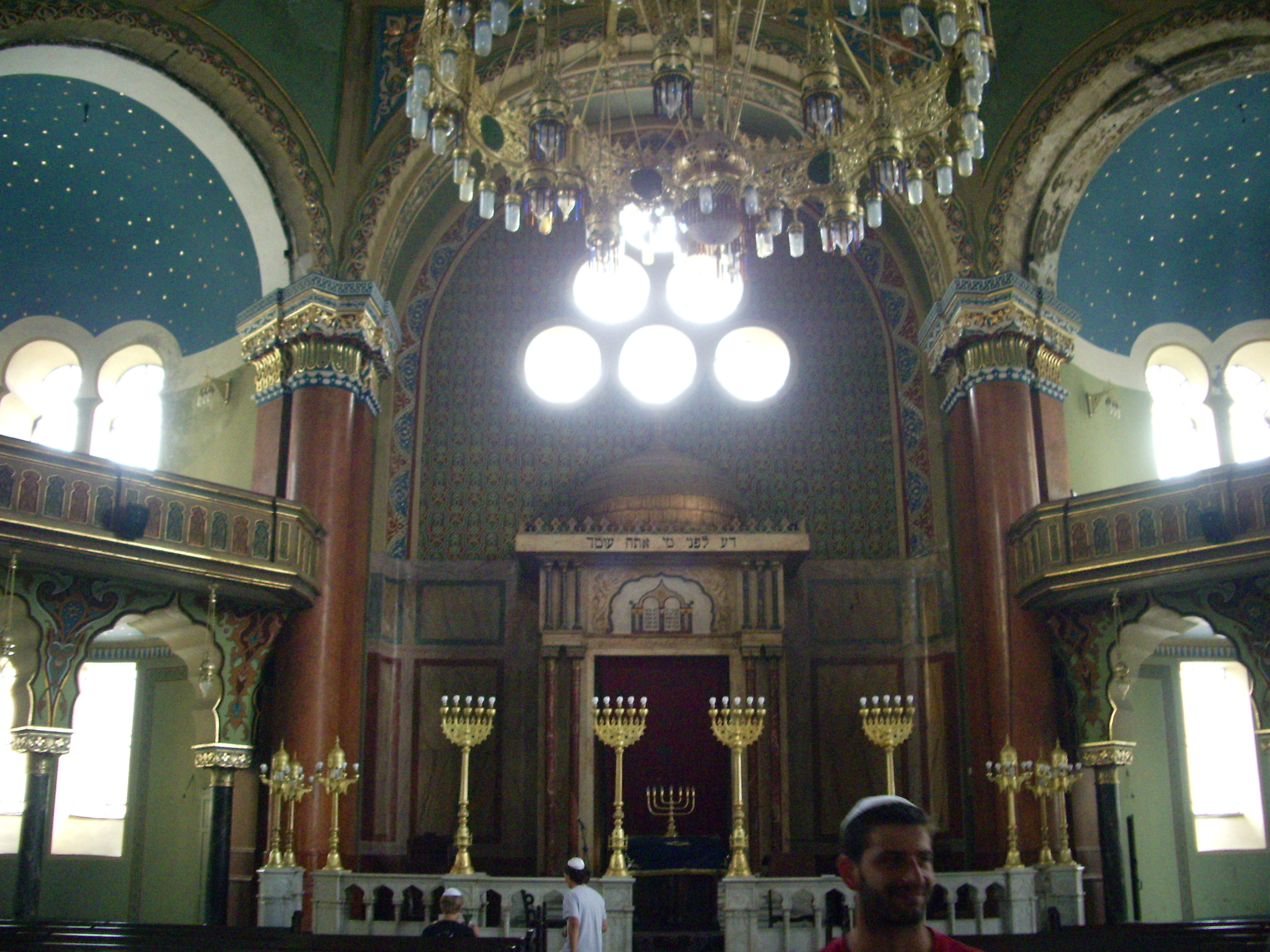
Внутри синагоги

Софи́йская синаго́га (болг. Софийска синагога) является крупнейшей синагогой в Юго-Восточной Европе. Одна из двух функционирующих синагог в Болгарии (вторая находится в Пловдиве) и третья по величине в Европе.

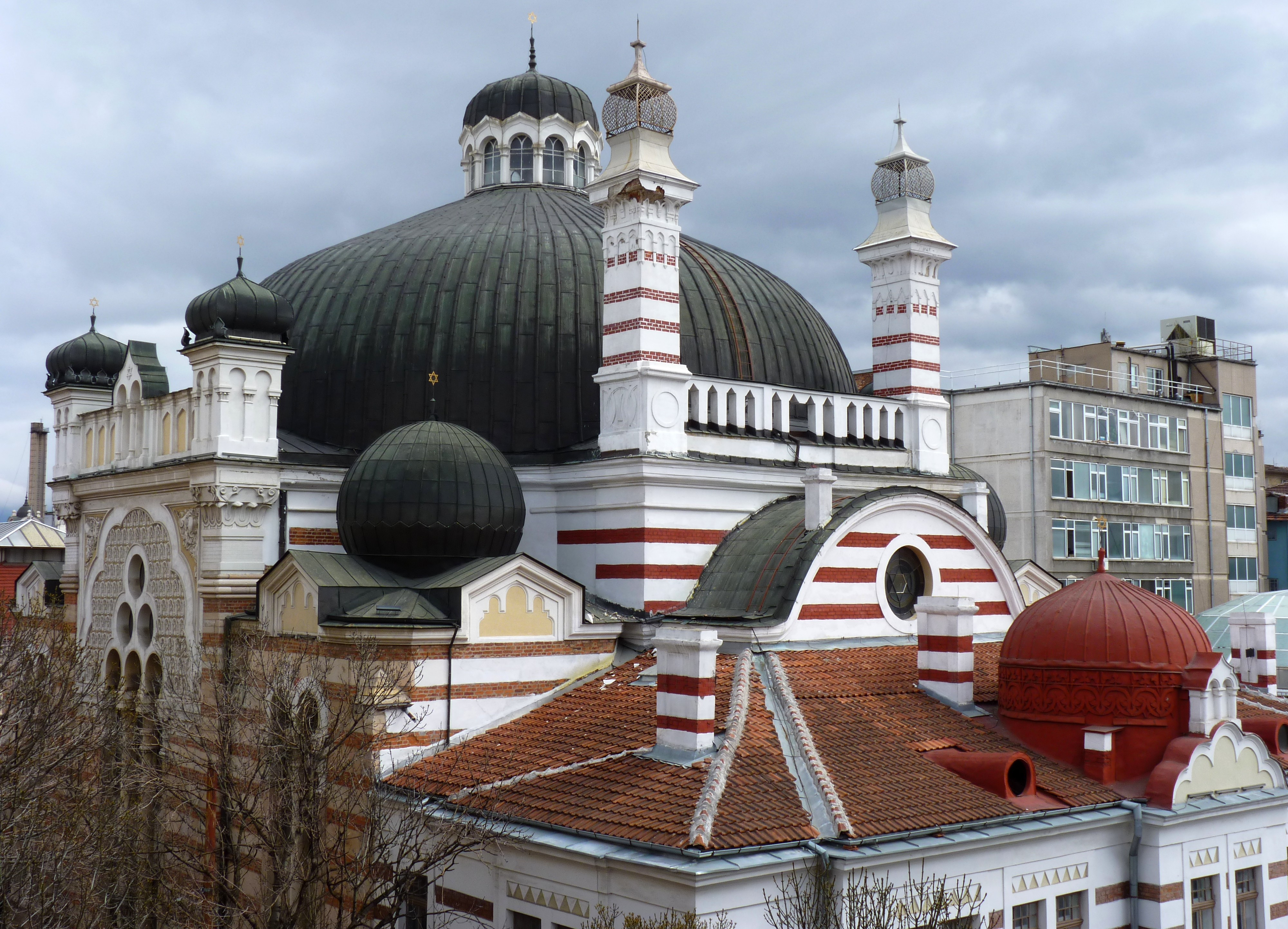

Построена для нужд общины сефардских евреев столицы по проекту австрийского архитектора Фридриха Грюнагера. По своему виду напоминает старинную Леопольдштадтскую синагогу в Вене. Была официально открыта 9 сентября 1909 года в присутствии царя Фердинанда I. Первые приготовления к постройке синагоги начались в 1903 году, само же строительство было начато 13 ноября 1905 года. Строительство стало возможным благодаря инициативе раввина Маркуса Эренпрейса, а также благодаря усилиям таких уважаемых членов еврейской общины, как Эзра Таджер и Авраам Давиджон Леви.
Синагога расположена в самом центре города, возле Центрального рынка. В ней могут разместиться до 1 300 прихожан. Главная люстра Софийской синагоги весит 1,7 тонны и является самой большой в стране.
Несмотря на размер здания, службы проходят лишь при участии около 50 или 60 прихожан. Это объясняется тем, что большинство евреев Болгарии репатриировались в Израиль, а те, что до сих пор живут в городе, по большей части не религиозны.
В 1982 году, синагога закрывалась на непродолжительное время, когда коммунистическое правительство Болгарии пыталось превратить ее в концертный зал. Однако, под давлением протестов членов еврейской общины и международного сообщества, синагога была снова открыта для прихожан.
Архитектурный стиль синагоги ― это, по сути, Мавританское возрождение с элементами Венского сецессиона, а фасад здания напоминает венецианскую архитектуру. Основное помещение имеет диаметр 20 метров и 31 метр в высоту. Оно увенчано восьмигранным куполом. Интерьер богато украшен колоннами из каррарского мрамора и многоцветной венецианской мозаики, а также декоративной резьбой по дереву. Все здание занимает 659 квадратных метров.
С 8 мая 1992 года в Софийской синагоге находится Еврейский исторический музей — развитие экспозиции «Спасение болгарских евреев 1941—45» (Спасяването на българските евреи 1941—1944 г.), действовавшей до 1990 года. Музей проводит гостевые фотовыставки в выставочных залах Болгарии.